# Propionsäureanhydrid
Propionsäureanhydrid ist eine chemische Verbindung aus der Gruppe der Carbonsäureanhydride.

## Gewinnung und Darstellung
Propionsäureanhydrid kann durch Dehydratisierung von Propionsäure mit Keten gewonnen werden:

## Eigenschaften
Propionsäureanhydrid zeigt eine Viskosität von 1,144 mPa·s bei 20 °C. Es zersetzt sich in Wasser zu Propionsäure, daher zeigen wässrige Lösungen (bei einer Temperatur 20 °C und einer Konzentration von 100 g/l bezogen auf freie Säure) einen pH-Wert von 2,5.

## Verwendung
Propionsäureanhydrid wird als Zwischenprodukt zur Herstellung anderer chemischer Verbindungen (z. B. Propiophenon, Fentanyl) eingesetzt.

## Sicherheitshinweise
Die Dämpfe von Propionsäureanhydrid können mit Luft ein explosionsfähiges Gemisch (Flammpunkt 74 °C, Zündtemperatur 315 °C) bilden. Durch exotherme Hydrolyse zu einer Säure (Propionsäure) wirkt es außerdem stark reizend bis ätzend.